# Промишленнівський округ
Проми́шленнівський округ (рос. Промышленновский округ) — муніципальний округ Кемеровської області Російської Федерації.
Адміністративний центр — селище міського типу Промишленна.

## Історія
1935 року на території Західно-Сибірського краю утворено Тітовський район з центром у селі Тітово. Пізніше центр перенесено до станційного селища Промишленна. 1946 року Тітовський район був поділений на Промишленнівський та Падунський, однак 1953 року останній ліквідований та приєднаний до складу Промишленнівського.
Станом на 2002 рік район поділявся на 2 селищні та 12 сільських рад:
| Поселення                     | Площа, км² | Населення, осіб (2002) | К-ть НП | Населені пункти |
| ----------------------------- | ---------- | ---------------------- | ------- | --- |
| Промишленнівська селищна рада | -          | 17654                  | 1       | смт Промишленна |
| Абишевська сільська рада      | -          | 898                    | 2       | села Абишево, Березово |
| Вагановська сільська рада     | -          | 1991                   | 4       | село Ваганово, присілки Іван-Брод, Касимовка, Прогрес                                                                      |
| Журавльовська сільська рада   | -          | 1673                   | 3       | село Журавльово, селище Голубево, присілок Калтишино                                                                       |
| Калинкинська сільська рада    | -          | 1227                   | 3       | присілки Калинкино, Портнягіно, Ушаково                                                                                    |
| Количевська сільська рада     | -          | 1093                   | 3       | присілки Количево, Плотниково, Сиромолотна                                                                                 |
| Лебедівська сільська рада     | -          | 1790                   | 4       | село Лебеді, селище Новий Істок, Підкопенна, Уфімцево                                                                      |
| Морозовська сільська рада     | -          | 2173                   | 5       | село Морозово, селища 239 км, Іваново-Родіоновський, присілки Єрьомино, Каменка                                            |
| Окуневська сільська рада      | -          | 1189                   | 6       | село Окунево, селища 210 км, Ранній, присілки Бормотово, П'яново, Усть-Тарсьма                                             |
| Плотниковська сільська рада   | -          | 7028                   | 9       | селища Брянський, Восход, Нагорний, Октябрський, Первомайський, Плотниково, Сорєвнованіє, присілки Корбелкіно, Пор-Іскітім |
| Падунська сільська рада       | -          | 4046                   | 4       | селища Падунська, присілок Васьково, Денисовка, Озерки                                                                     |
| Пушкінська сільська рада      | -          | 1887                   | 3       | село Краснинське, присілки Пархаєво, Пушкіно                                                                               |
| Тарабарінська сільська рада   | -          | 1656                   | 8       | село Труд, селища 168 км, 251 км, Контрольна, Цвітущий, присілки Байрак, Протопопово, Тарабаріно                           |
| Тарасовська сільська рада     | -          | 2071                   | 4       | село Тарасово, селище Сибірський, присілки Шипіцино, Шуринка                                                               |
| Тітовська сільська рада       | -          | 1697                   | 3       | село Тітово, селище Тарсьма, присілок Усть-Каменка                                                                         |

2004 року район став муніципальним, селищна та сільські ради перетворені відповідно в міське та сільські поселення. 2012 року були ліквідовані селище 168 км Тарабарінського сільського поселення, присілок Бормотово Окуневського сільського поселення та селище Сибірський Тарасовського сільського поселення. 2019 року район перетворено в муніципальний округ, при цьому були ліквідовані усі поселення:
| Поселення                         | Площа, км² | Населення, осіб (2010) | Населення, осіб (2019) | К-ть НП | Населені пункти |
| --------------------------------- | ---------- | ---------------------- | ---------------------- | ------- | --- |
| Промишленнівське міське поселення | 22,53      | 18045                  | 17472                  | 1       | смт Промишленна |
| Вагановське сільське поселення    | 500,35     | 3015                   | 2735                   | 5       | села Ваганово, Журавльово, присілки Іван-Брод, Касимовка, Прогрес                                                                   |
| Калинкинське сільське поселення   | 160,68     | 1412                   | 1194                   | 4       | селище Октябрський, присілки Калинкино, Портнягіно, Ушаково                                                                         |
| Лебедівське сільське поселення    | 297,62     | 2425                   | 2244                   | 5       | село Лебеді, селище Корбелкіно, Підкопенна, Уфімцево, присілок Пор-Іскітім                                                          |
| Окуневське сільське поселення     | 228,00     | 2601                   | 2383                   | 5       | село Окунево, селища 210 км, Новий Істок, Ранній, присілки П'яново                                                                  |
| Падунське сільське поселення      | 382,21     | 4840                   | 4183                   | 6       | села Абишево, Березово, селища Падунська, присілок Васьково, Денисовка, Озерки                                                      |
| Плотниковське сільське поселення  | 297,41     | 7334                   | 6825                   | 9       | селища Брянський, Восход, Нагорний, Первомайський, Плотниково, Сорєвнованіє, присілки Количево, Корбелкіно, Плотниково, Сиромолотна |
| Пушкінське сільське поселення     | 331,36     | 3012                   | 2801                   | 5       | село Краснинське, селище Івано-Родіоновський, присілки Каменка, Пархаєво, Пушкіно                                                   |
| Тарабарінське сільське поселення  | 349,06     | 2613                   | 2318                   | 10      | села Морозово, Труд, селища 239 км, 251 км, Контрольна, Цвітущий, присілки Байрак, Єрьомино, Протопопово, Тарабаріно                |
| Тарасовське сільське поселення    | 236,76     | 2508                   | 2368                   | 5       | село Тарасово, селища Голубево, Сибірський, присілки Калтишино, Шипіцино, Шуринка                                                   |
| Тітовське сільське поселення      | 295,10     | 2301                   | 1764                   | 4       | село Тітово, селище Тарсьма, присілки Усть-Каменка, Усть-Тарсьма                                                                    |

## Населення
Населення — 46617 осіб (2019; 50106 в 2010, 50125 у 2002).

## Населені пункти
| №  | Населений пункт                   | Населення, осіб (2002) | Населення, осіб (2010) |
| -- | --------------------------------- | ---------------------- | ---------------------- |
| -  | 168 км, селище                    | 2                      | 0                      |
| 1  | 210 км, селище                    | 6                      | 3                      |
| 2  | 239 км, селище                    | 15                     | 20                     |
| 3  | 251 км, селище                    | 4                      | 8                      |
| 4  | Абишево, село                     | 739                    | 731                    |
| 5  | Байрак, присілок                  | 352                    | 360                    |
| 6  | Березово, село                    | 159                    | 114                    |
| -  | Бормотово, присілок               | 212                    | 0                      |
| 7  | Брянський, селище                 | 60                     | 33                     |
| 8  | Ваганово, село                    | 1570                   | 1507                   |
| 9  | Васьково, присілок                | 1113                   | 1152                   |
| 10 | Восход, селище                    | 252                    | 266                    |
| 11 | Голубево, селище                  | 466                    | 432                    |
| 12 | Денисовка, присілок               | 180                    | 134                    |
| 13 | Єрьомино, присілок                | 453                    | 460                    |
| 14 | Журавльово, село                  | 1075                   | 1127                   |
| 15 | Іван-Брод, присілок               | 5                      | 0                      |
| 16 | Іваново-Родіоновський, селище     | 328                    | 319                    |
| 17 | Калинкино, присілок               | 748                    | 719                    |
| 18 | Калтишино, присілок               | 132                    | 112                    |
| 19 | Каменка, присілок                 | 903                    | 862                    |
| 20 | Касимовка, присілок               | 22                     | 20                     |
| 21 | Количево, присілок                | 828                    | 919                    |
| 22 | Контрольна, селище                | 133                    | 170                    |
| 23 | Корбелкіно, присілок              | 62                     | 83                     |
| 24 | Краснинське, село                 | 1430                   | 1379                   |
| 25 | Лебеді, село                      | 732                    | 706                    |
| 26 | Морозово, село                    | 474                    | 471                    |
| 27 | Нагорний, селище                  | 90                     | 92                     |
| 28 | Новий Істок, селище               | 142                    | 117                    |
| 29 | Озерки, присілок                  | 576                    | 560                    |
| 30 | Октябрський, селище               | 246                    | 254                    |
| 31 | Окунево, село                     | 1434                   | 1447                   |
| 32 | Падунська, селище                 | 2177                   | 2149                   |
| 33 | Пархаєвка, присілок               | 250                    | 245                    |
| 34 | Первомайський, селище             | 236                    | 214                    |
| 35 | Підкопенна, присілок              | 127                    | 105                    |
| 36 | Плотниково, селище                | 5110                   | 5190                   |
| 37 | Плотниково, присілок              | 251                    | 260                    |
| 38 | Пор-Іскітім, присілок             | 644                    | 742                    |
| 39 | Портнягино, присілок              | 257                    | 220                    |
| 40 | Прогрес, присілок                 | 394                    | 361                    |
| 41 | Промишленна, селище міського типу | 17654                  | 18045                  |
| 42 | Протопопово, присілок             | 504                    | 494                    |
| 43 | Пушкіно, присілок                 | 207                    | 207                    |
| 44 | П'яново, присілок                 | 809                    | 952                    |
| 45 | Ранній, селище                    | 148                    | 82                     |
| -  | Сибірський, селище                | 0                      | 0                      |
| 46 | Сиромолотна, присілок             | 14                     | 3                      |
| 47 | Сорєвнованіє, селище              | 328                    | 357                    |
| 48 | Тарабаріно, присілок              | 99                     | 90                     |
| 49 | Тарасово, село                    | 1308                   | 1274                   |
| 50 | Тарсьма, селище                   | 133                    | 94                     |
| 51 | Тітово, село                      | 1127                   | 1120                   |
| 52 | Труд, село                        | 401                    | 394                    |
| 53 | Усть-Каменка, присілок            | 437                    | 485                    |
| 54 | Усть-Тарсьма, присілок            | 632                    | 602                    |
| 55 | Уфімцево, присілок                | 789                    | 789                    |
| 56 | Ушаково, присілок                 | 222                    | 219                    |
| 57 | Цвітущий, селище                  | 161                    | 146                    |
| 58 | Шипіцино, присілок                | 188                    | 217                    |
| 59 | Шуринка, присілок                 | 575                    | 473                    |